# 虹膜炎
虹膜炎（英語：iritis）是一種形式的前段葡萄膜炎，又稱虹彩炎，指的是发生于虹膜的炎症性疾病，其表现为前房闪辉，前房有炎症细胞、尘状或羊脂状沉着物。虹膜发生炎症后常影响睫状体，表现为虹膜炎和睫状体炎并存的病症，即虹膜睫状体炎（iridocyclitis）。
虹彩炎通常會急性發作，大部分會在6至8周內復原，發作時通常眼睛會紅、痛，以及視力模糊。虹膜炎發病時通常只發生在一眼。

## 類型
虹膜炎分型有急性和慢性，或分为原发性和继发性两种；他們在許多方面有所不同。急性虹膜炎可以在幾週內獨立治愈。如果提供治療，急性虹膜炎很快改善。慢性虹膜炎可以存在數月或數年才出現復發。慢性虹膜炎的治療效果不像急性那樣明顯。慢性虹膜炎也伴隨著高風險的視力嚴重受損。原发性虹膜炎则多由于虹膜损伤和眼房内寄生虫刺激；继发性虹膜炎继发于各种传染病，也可能是邻近组织炎症蔓延的结果。

## 臨床癥狀
- 眼及眼眶周圍疼痛
- 畏光
- 交感性畏光（當光線照射沒發炎的眼時，發炎眼疼痛）
- 視力朦朧或模糊
- 臉紅眼，特別是靠近發炎的虹膜
- 白血球和蛋白質（造成了灰色或接近白色的薄霧，臨床上稱為耀斑）漏入前房
- 粘黏（粘附虹膜或角膜）
- 暈車

## 原因及合併症
- 肉眼外傷
- 炎症和自體免疫性疾病：
  - 強直性脊柱炎和其他HLA - B27相關疾病
  - 虹膜睫狀體炎，葡萄膜炎相關疾病
  - 虹彩炎
  - 類風濕性關節炎
  - 白塞氏病
  - 克羅恩病
  - 格雷夫斯病
  - 紅斑性狼瘡
  - 反覆性關節炎
  - 慢性牛皮癬
  - 銀屑病關節炎
  - 肉狀瘤病
  - 硬皮病
  - 潰瘍性結腸炎
  - 痛風
- 感染
  - 結核病
  - 萊姆病
  - 梅毒
  - 住血原蟲病
  - Toxocaridae
  - 單純皰疹
  - 帶狀皰疹病毒
- 癌症： 
  - 白血病
  - 淋巴瘤
  - 惡性黑色素瘤

虹膜炎通常繼發於其他一些系統疾病，但可以是唯一明顯的軀體症狀。

## 併發症
虹膜炎的併發症可能包括以下內容：
- 白內障
- 青光眼
- 角膜鈣化
- 後葡萄膜炎
- 失明
- 帶角膜病變
- 黃斑囊樣水腫
- COVID-19 [來源請求]

## 治療
由於葡萄膜炎的病因比較複雜，所以每個病人的治療方案都會不同。如眼藥水，可包括類固醇與散瞳劑，這些藥水有助減少發炎與疼痛。如局部的藥物治療不足夠處理，需要時會採用到眼睛周邊的注射、口服或靜脈注射方法。
- 類固醇消炎眼藥水（如醋酸潑尼松龍）：類固醇藥物對葡萄膜炎有一定療效，因它有抗炎功效，可以有效減輕葡萄膜炎或虹膜炎。但某些虹膜炎可能會依賴類固醇，如長期使用可減低人體的抵抗力。
- 散瞳液（幫助防止粘黏，減少畏光）：可以防止發生虹膜後黏連，減少日後發生青光眼的機會。此外，也可以解除或減少虹膜括約肌和睫狀肌的痙攣，讓它們休息，減輕疼痛。
- 減壓眼藥水（如酒石酸溴莫尼定）
- 口服類固醇（如強的松）
- 結膜下注射類固醇
- 激素保留劑，如甲氨喋呤（長時，慢性虹膜炎）

## 外部連結
- 與虹同行 （页面存档备份，存于）（香港葡萄膜炎病人互助組織）